# Skokanský můstek Bergisel
Skokanský můstek Bergisel (německy Bergiselschanze) je stadion se skokanským můstkem. Kapacita arény činí 26 000 lidí. Nachází se na kopci Bergisel u Innsbrucku v Rakousku. Je jednou z nejdůležitějších staveb Světového poháru ve skocích na lyžích, na kterém každoročně hostuje Turné čtyř můstků.
První závody se zde konaly roku 1920, kdy tady stála jednoduchá dřevěná konstrukce. Větší můstek byl postaven v roce 1930 a přestavěn před Olympijskými hrami 1964. Za dvacet let poté se zde uskutečnily další Olympijské hry.
Současný skokanský můstek byl postaven v roce 2003 dle návrhu irácké architektky Zahy Hadid. Vybudován je ze železobetonu a jeho celková výška činí 134 m. Vlastní můstek dosahuje výšky 50 m. Délka doskokové plochy je 316 m. Rekordní doskok pochází z roku 2015, kdy Michael Hayboeck skočil do vzdálenosti 138,0 m.